# Litteraturåret 1921

## Händelser
- Februari – Margaret Caroline Anderson och Jane Heap, som gett ut The Little Review, prövas för obscenitet vid en domstol i New York för att ha publicerat kapitlet i James Joyces Ulysses.[1]

## Priser och utmärkelser
- Nobelpriset – Anatole France, Frankrike[2]
- De Nios Stora Pris – Olof Högberg

## Nya böcker

### A – G
- Arbetaroppositionen av Aleksandra Kollontaj
- Bubbelemuck av Elsa Beskow[3]
- Dagdrömmar (Petreussviten) av Gustaf Hellström
- Den lyckliges väg av Pär Lagerkvist
- Dikter av Vilhelm Ekelund
- En bok om goda grannar av Stina Aronson
- Familjen Freeland av John Galsworthy
- Farmor och Vår Herre av Hjalmar Bergman

### H – N
- Järnets gåta av Gustav Hedenvind-Eriksson
- Lillebrors segelfärd av Elsa Beskow[3]
- Min dikt av Elmer Diktonius
- Nyckelknippan av Elin Wägner

### O – Ö
- Ockulta noveller av Walter Hülphers
- R.U.R. av Karel Čapek
- Skrifter av Hjalmar Söderberg
- Troll och människor (andra samlingen) av Selma Lagerlöf
- Zorn: minnesord den 22 aug. av Erik Axel Karlfeldt

## Födda
- 5 februari – Bernt Erikson, svensk författare.
- 27 februari – Willy Kyrklund, sverigefinlandssvensk författare.
- 28 februari – Sven Gillsäter, svensk filmare, fotograf, författare, manusförfattare och kortfilmsregissör.
- 25 mars – Simone Signoret, fransk skådespelare och författare.
- 3 april – Eva Neander, svensk författare.
- 23 maj – James Blish, amerikansk fantasy- och science fiction-författare.
- 11 juni – Ib Spang Olsen, dansk illustratör och författare.
- 12 juni – H. C. Artmann, österrikisk författare.
- 22 juni – Radovan Ivšić, kroatisk poet och dramatiker.
- 1 juli –  Owe Husáhr, svensk författare.
- 21 juli – James Cooke Brown, amerikansk sociolog och science fiction-författare.
- 11 augusti – Alex Haley, amerikansk författare.
- 24 september – Birger Vikström, svensk författare.
- 2 oktober – Bruce Montgomery, brittisk filmmusik-kompositör, även författare under pseudonymen Edmund Crispin.
- 12 november – Lars Gyllensten, svensk författare och läkare.
- 26 november – Françoise Gilot, fransk författare och konstnär.

## Avlidna
- 15 september – Alfred Jensen, 61, svensk författare och översättare.
- 28 september – Oskar Panizza, 67, tysk författare, läkare och psykiater.

### Fotnoter
1. ↑  Ellmann, Richard (1982). James Joyce. New York: Oxford University Press. sid. 502–04. ISBN 0-1950-3103-2
2. ↑  ”Nobelpriset i litteratur”. https://www.nobelprize.org/prizes/lists/all-nobel-prizes-in-literature/. Läst 20 mars 2011.
3. 1 2  ”Elsa Beskows boktitlar”. Arkiverad från originalet den 14 december 2012. https://web.archive.org/web/20121214172009/http://kampanj.bonniercarlsen.se/beskow/titlar1.htm. Läst 12 april 2011.